# Tipula dracula
Tipula dracula är en tvåvingeart som beskrevs av Günther Theischinger 1977. Tipula dracula ingår i släktet Tipula och familjen storharkrankar. Inga underarter finns listade i Catalogue of Life.